# Agnara hispida
Agnara hispida là một loài chân đều trong họ Agnaridae. Loài này được Collinge miêu tả khoa học năm 1915.